# Campionato africano femminile di pallavolo 1989
Il IV campionato africano femminile di pallavolo si è svolto nel 1989 a Port Louis, nelle Mauritius. Al torneo hanno partecipato 3 squadre nazionali africane e la vittoria finale è andata per la seconda volta all'Egitto

## Squadre partecipanti
- Egitto
- Mauritius
- Algeria

## Classifica finale
| Classifica | Squadre   |
| ---------- | --------- |
|            | Egitto    |
|            | Mauritius |
|            | Algeria   |